# Wandalizm

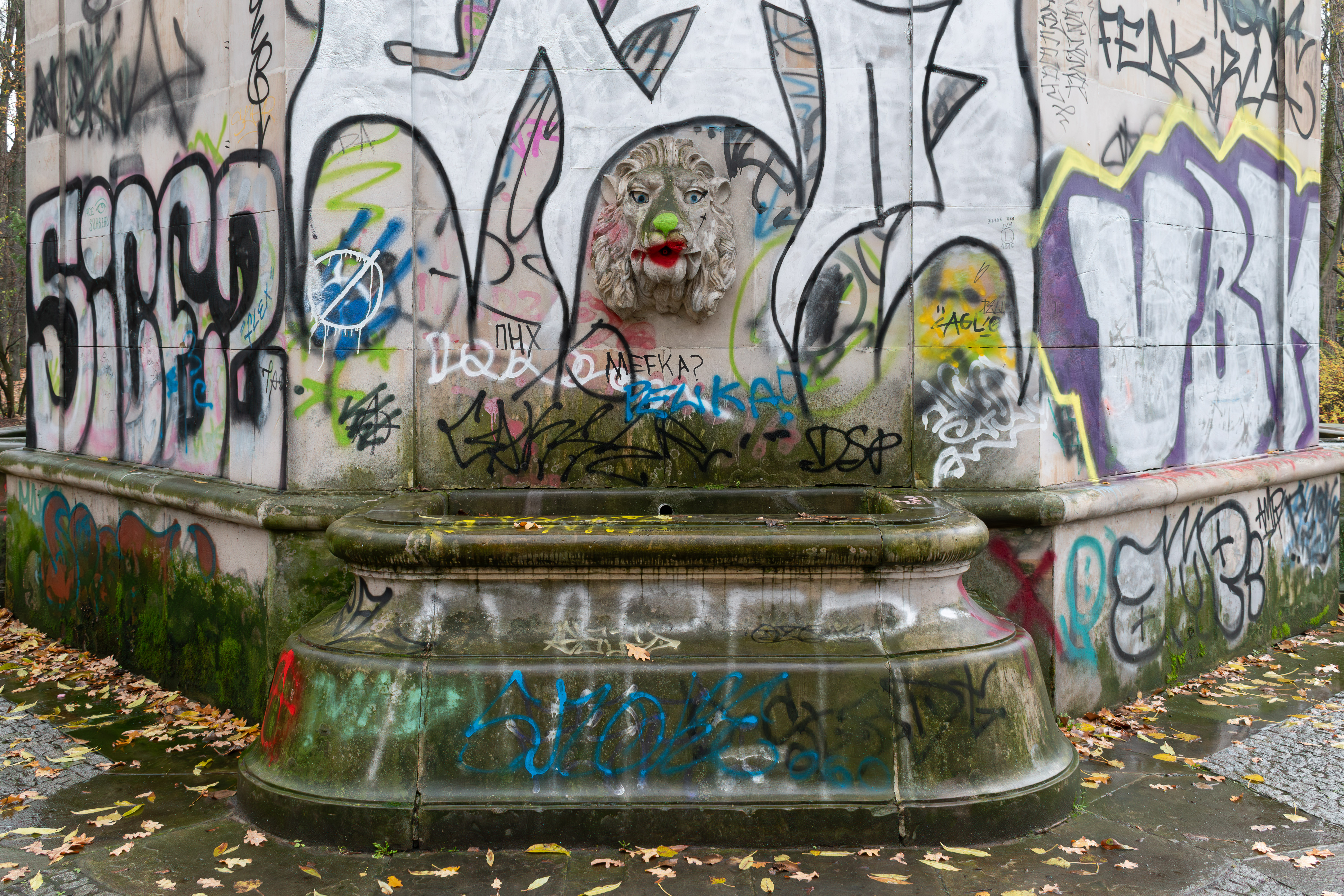
Przykład wandalizmu (w kontekście mienia publicznego)

Wandalizm – umyślne niszczenie cudzego mienia, zwłaszcza publicznego. 

## Etymologia
Termin etymologicznie wywodzi się od nazwy germańskiego plemienia – Wandalów, którym przypisywano barbarzyńskie zniszczenie zdobytego Rzymu (w rzeczywistości nie zniszczyli oni miasta, a dokonali grabieży). W tym pejoratywnym znaczeniu, po raz pierwszy słowo wandalizm użyte zostało w XVIII-wiecznej Francji przez katolickiego księdza Henriego Grégoire.

## Zjawisko
Niektóre wandalizmy mają podłoże kulturowe lub politycznie: np. identyfikacyjna grafika ścienna, której formą jest graffiti może np. stanowić oznaczenie terytorium, do którego pewna grupa (np. gang młodzieżowy albo szalikowcy) rości sobie prawa. Niekiedy (np. w Wikipedii) zachowanie kwalifikowane jest jako wandalizm w zależności od intencji autora.
Wandalizm z reguły przynosi wymierne szkody, a z racji masowego występowania szkody te bywają znaczne i powodują ubożenie firm i społeczeństw. Wandalizm jako przestępstwo albo wykroczenie jest przedmiotem zainteresowania prawa karnego i wykroczeń, a jako masowe zachowanie patologiczne – kryminologii i psychologii społecznej. Graffiti, będące jednym z przejawów wandalizmu, może być uznane za wandalizm lub sztukę w zależności od oceniającego lub zgody udzielonej przez właściciela mienia. Pewne czyny mogą być społecznie sankcjonowane, np. niszczenie maszyn przez luddystów w XIX-wiecznej Anglii, zniszczenia dokonane w toku rewolucji i powstań, działań wojennych, niszczenie obrazów przez ikonoklastów, zniszczenie posągów Buddy przez talibów. Prawie zawsze efekt takiego postępowania nie jest trwały i po pewnym czasie pojawiają się czynniki dążące do przywrócenia stanu poprzedniego, co nie zawsze jest możliwe, zwłaszcza w przypadku zabytków.

## Rodzaje
W 1969 brytyjski socjolog Stanley Cohen sformułował klasyfikację wyróżniającą następujące typy wandalizmu:
- zaborczy (acquisitive) – niszczenie mienia w celu uzyskania korzyści majątkowej, np. okradanie automatów z monet, instalacji z miedzianych kabli (np. sieci trakcyjnych), wykopywanie zwłok z grobów itp.;
- taktyczny (tactical) – mający zwrócić uwagę na czyjeś postulaty, np. zniszczenie szyby przez bezdomnego w celu spędzenia zimy w areszcie, zepsucie lampy, aby w ciemności móc dokonać włamania lub niszczenie mienia podczas niektórych akcji organizacji klimatycznych (np. Ostatniego Pokolenia);
- ideologiczny (ideological) – ma na celu osiągnięcie wyraźnego celu ideologicznego, np. namalowanie antyrządowych haseł czy swastyki na murach budynku;
- mściwy (vindictive) – mający na celu rewanż za domniemaną krzywdę, np. przy zniszczeniu przedmiotu należącego do nasyłającego policję sąsiada lub zniszczenie mienia szkolnego przez niesprawiedliwie – w ich mniemaniu – ukaranych uczniów;
- zabawowy (play) – niszczenie mienia dla zabawy. Często wynika z ciekawości, nudów lub jest efektem namowy najczęściej młodej osoby, np. kto zbije najwięcej lamp ulicznych, przewróci najwięcej toalet publicznych lub pomaluje najwięcej ścian, tworząc wszelkiego rodzaju napisy (np. tagi);
- złośliwy (malicious) – powstaje przy wyrażeniu emocji takich jak złość i frustracja, np. zdemolowanie mienia przez kibiców po przegranym meczu czy zniszczenie narzędzi przez zdenerwowanych robotników.

## Dewastacja a wandalizm
Terminy wandalizm i dewastacja są często używane jako synonimy. W kontekście firm ubezpieczeniowych niektóre używają jedynie słowa „dewastacja”, inne natomiast traktują „wandalizm” jako pojęcie szersze. Termin „dewastacja” może odnosić się wyłącznie do zniszczeń powstałych w wyniku kradzieży i włamania, podczas gdy „wandalizm” to celowe zniszczenie lub uszkodzenie mienia przez osoby trzecie — przykładem może być wykonanie graffiti.

## Galeria

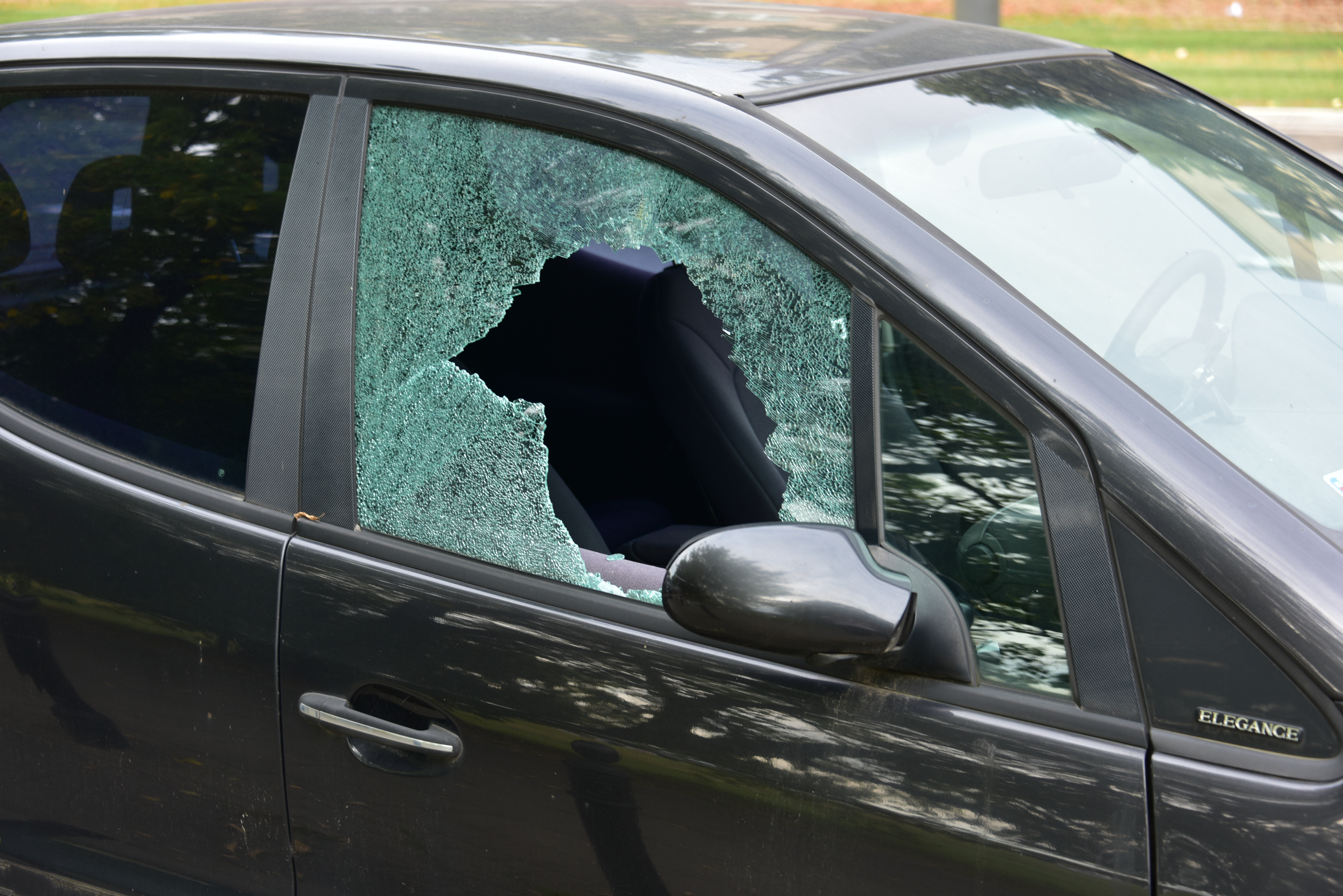
Uszkodzony samochód w Warszawie – przykład wandalizmu zaborczego
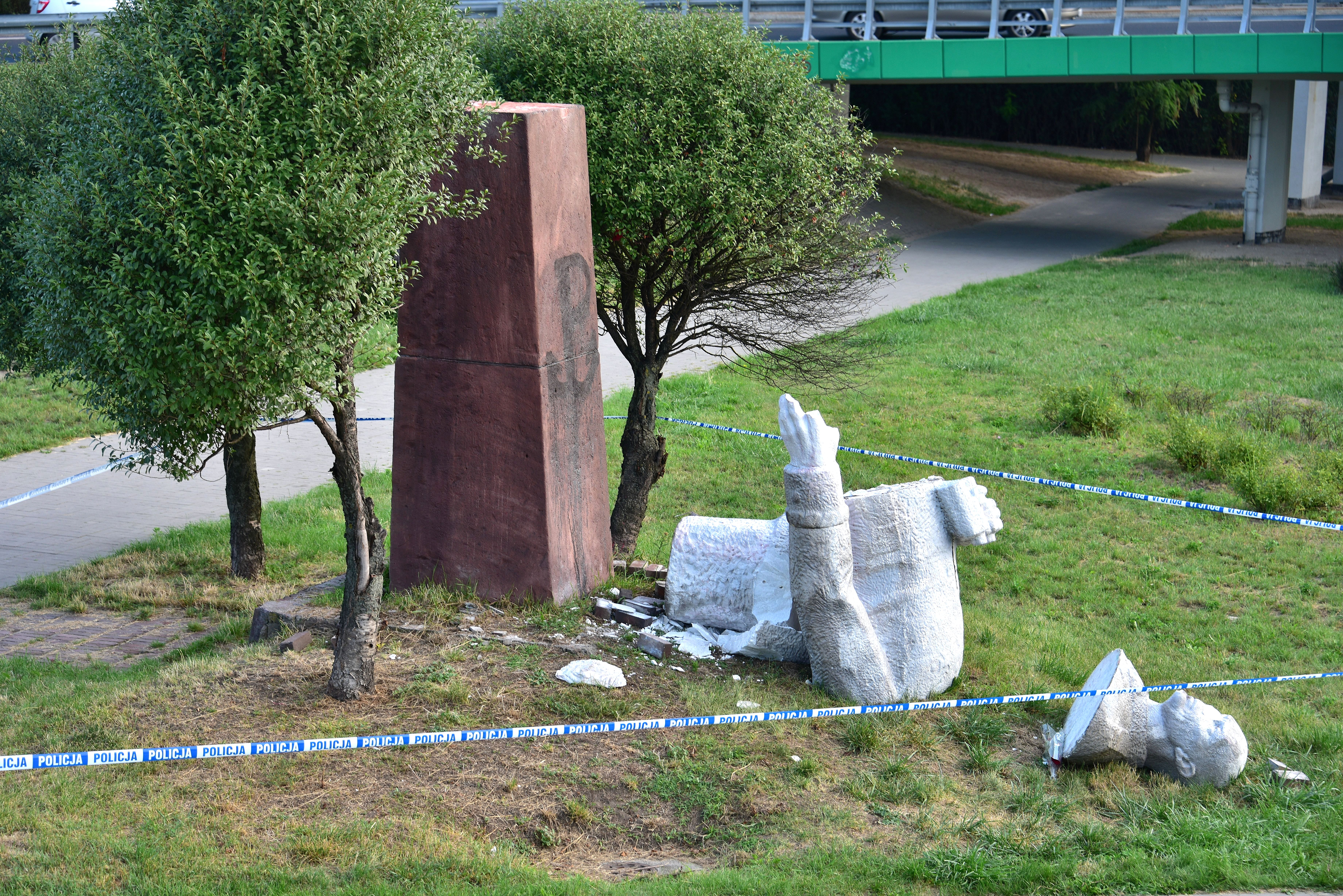
Zniszczony pomnik Zygmunta Berlinga w Warszawie – przykład wandalizmu ideologicznego
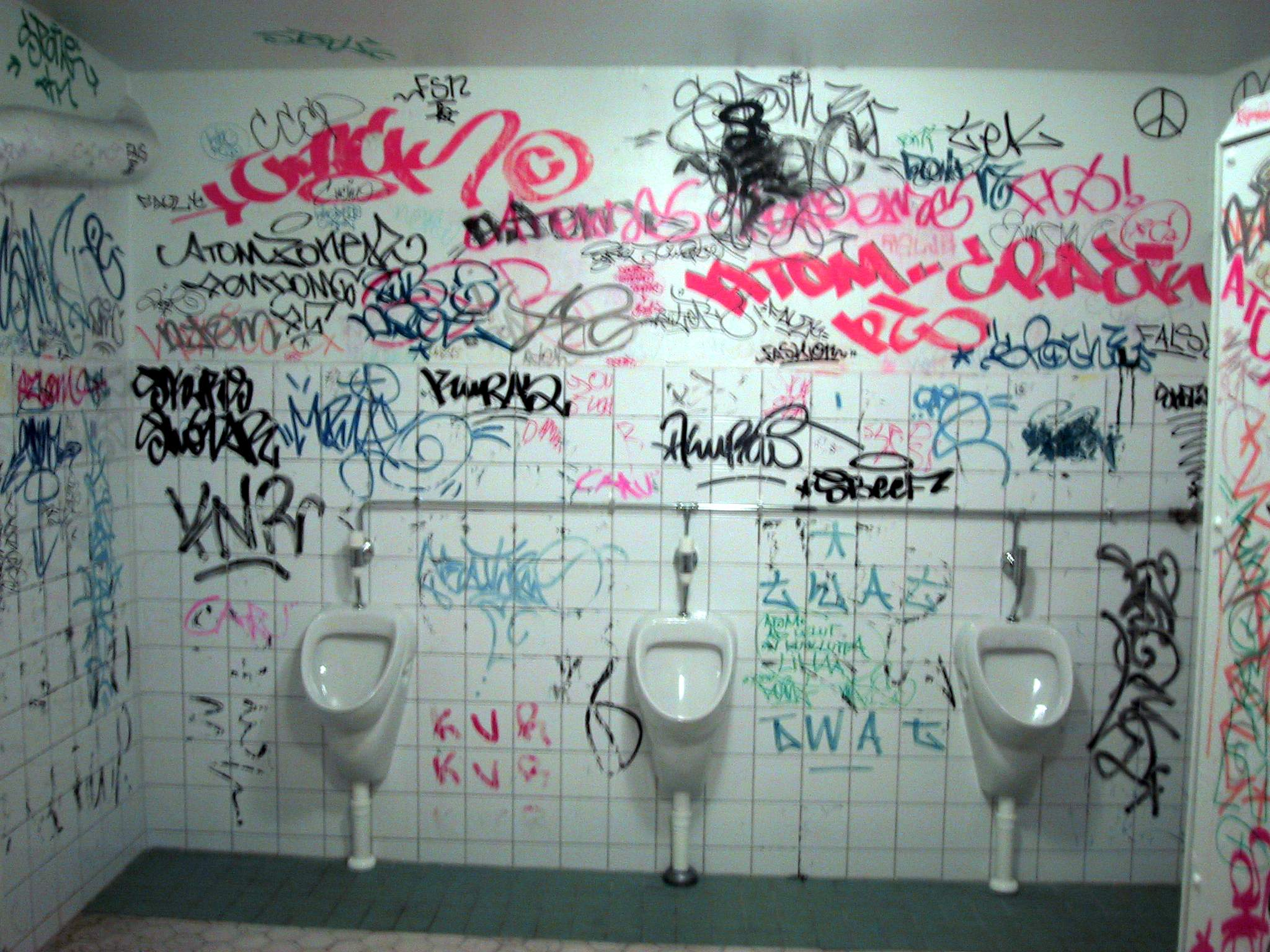
Graffiti w toalecie w Helsinkach – przykład wandalizmu zabawowego
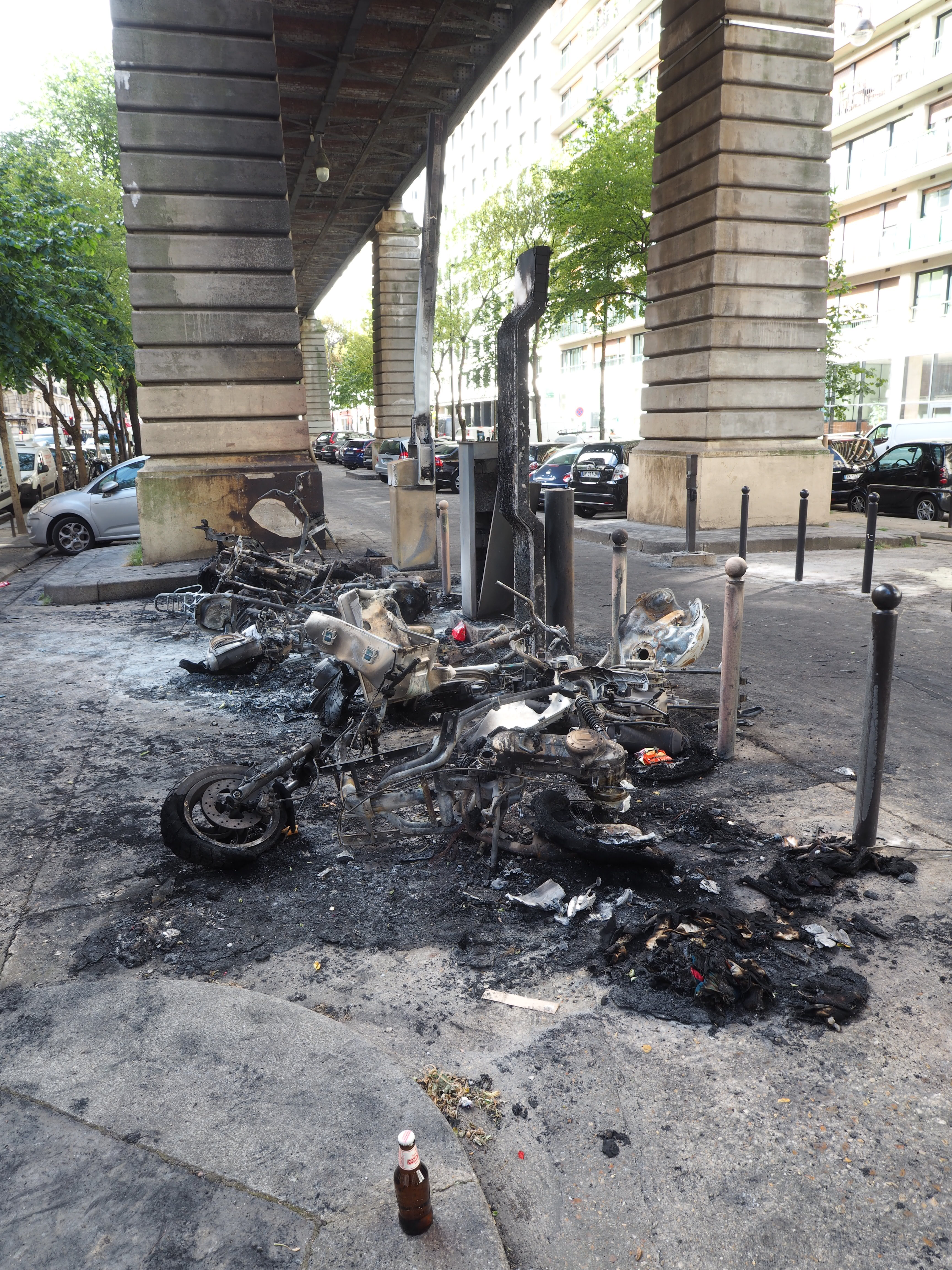
Spalone skutery w Paryżu – przykład wandalizmu złośliwego